# Swiss Space Systemes (S3)
Swiss Space Systemes (S3) tvrtka je koja planira provoditi orbitalna lansiranja minijaturnih satelita i suborbitalnie svemirske putničke letove. Sjedište tvrtke se nalazi u gradu Payerne u zapadnoj Švicarskoj.
Od ožujka 2013. godine, tvrtka planira naplatiti 10 milijuna švicarskih franaka (10,5 milijuna US $) za lansiranje, koristeći bespilotne suborbitalne letjelice koje bi mogle nositi satelite težine do 250 kilograma.
Od ožujka 2013. godine projektni partneri su Europska svemirska agencija, Dassault Aviation i Karman institut.
Planira se izgradnja svemirske luke, a Udbina odgovara uvjetima. 

## Vanjske poveznice
- Službena stranica  Arhivirana inačica izvorne stranice od 2. kolovoza 2018. (Wayback Machine)